# Rái cá mũi lông
Rái cá lông mũi (danh pháp hai phần: Lutra sumatrana) là một trong những loài rái cá quý hiếm nhất trên Trái Đất. Cho đến năm 1998, nó được cho là đã tuyệt chủng. Tuy nhiên, kể từ sau đó, quần thể nhỏ đã được phát hiện.

## Kích thước
- Trọng lượng: 11 đến 13 pound (5,0-5,9 kg)
- Chiều dài cơ thể trưởng: 20 đến 33 inch (51–84 cm)
- Chiều dài đuôi: 14 đến 20 inch (36–51 cm).

## Xác định
Rái cá lông mũi là loài hiếm nhất và ít được biết đến trong các loài rái cá châu Á, và cũng rất khó khăn để xác định trong khu vực này. Rái cá lông mũi được đặt tên như vậy là vì những sợi lông cuối rhinarium (phần ẩm của mũi nó), các phần khác của nó tương tự như rái cá thường. Rái cá lông mũi có màu nâu hoàn toàn, trừ môi, cằm và trên cổ họng có màu trắng. Lông chúng khá thô và ngắn. Đuôi dẹt và hình bầu dục. Chân có màng giữa các ngón. Dương vật của con đực trưởng thành không thể nhìn thấy được từ bên ngoài. Loài này liên lạc với nhau bằng những tiếng kêu chíp đơn âm tiết, con cái trưởng thành gọi đàn con với một âm ngắt. Rái cá lớn rất giống nhau và có thể được phân biệt tích cực chỉ qua sự kiểm tra chặt chẽ của mũi và lông thú, hoặc hộp sọ. Trong loài này, hộp sọ phẳng và mượt hơn rái cá lông mượt.

## Phân bố
Loài này phân bố ở Đông Nam Á: Myanma, Nam Thái Lan, Campuchia, Miền Nam Việt Nam và bán đảo Mã Lai. Tại Việt Nam, chúng được tìm thấy ở Vườn quốc gia U Minh Hạ và Vườn quốc gia U Minh Thượng.
Hiện tại, người ta tin rằng chúng chủ yếu sinh sống ở hai khu bảo tồn thiên nhiên ở Việt Nam, rừng ngập nước Toa Daeng ở miền nam Thái Lan, và ở Sumatra, địa phương mà loài này được đặt tên khoa học, nó được phát hiện lại vào năm 2005. Nó cũng được phát hiện lại ở Tonle Sap, Campuchia.